# Klityszcze
Klityszcze (ukr. Клітище) – wieś na Ukrainie, w obwodzie żytomierskim, w rejonie żytomierskim, w hromadzie Czerniachów. W 2001 roku liczyła 319 mieszkańców.
Pierwsza wzmianka o miejscowości pochodzi z 1618 roku.